# Veuves
Veuves är en kommun i departementet Loir-et-Cher i regionen Centre-Val de Loire i de centrala delarna av Frankrike. Kommunen ligger i kantonen Herbault som tillhör arrondissementet Blois. År 2018 hade Veuves 207 invånare.

## Befolkningsutveckling
Antalet invånare i kommunen Veuves
| Referens: INSEE |